# Carlo Mirabella-Davis
Pour les articles homonymes, voir Mirabella (homonymie) et Davis.
Carlo Mirabella-Davis, né à New York, est un réalisateur et producteur de cinéma américain.

## Biographie
Carlo Mirabella-Davis est diplômé du programme d'études supérieures en cinéma de la NYU New York University Tisch School of the Arts.

## Filmographie partielle

### Au cinéma

#### Comme réalisateur
- 2009 : Knife Point (court métrage)
- 2011 : The Swell Season (documentaire, co-réalisateur)
- 2012 : Cry for Judas (court métrage)
- 2013 : Beekeeper (court métrage)
- 2019 : Swallow